# U-38 (1938)
U-38 – niemiecki okręt podwodny (U-Boot) typu IX A z okresu II wojny światowej. Wszedł do służby w 1938 roku. Pierwszy dowódca – Kptlt. Heinrich Liebe.

## Historia
Zamówienie na budowę drugiego okrętu podwodnego typu IX A zostało złożone w stoczni AG Weser w Bremie 29 lipca 1936. Stępkę pod budowę U-38 położono 15 kwietnia 1937. Wodowanie nastąpiło 9 sierpnia 1938, wejście do służby 24 października 1938. 
Okręt włączony w skład 6. Flotylli U-Bootów „Hundius” stacjonującej w Kilonii. 1 stycznia 1940 okręt wszedł w skład 2. Flotylli stacjonującej w Wilhelmshaven. W grudniu 1941 przeniesiony do 24. (później 21., 4. i 5.) Flotylli szkolnej.
Odbył 11 patroli bojowych, podczas których zatopił 35 jednostek nieprzyjaciela o łącznej pojemności 188.967 BRT, uszkodził jedną (3670 BRT). 
Zatopiony przez załogę 5 maja 1945 (operacja Regenbogen). Okręt został wydobyty z dna w 1948 roku i złomowany. 